# EE-9裝甲車

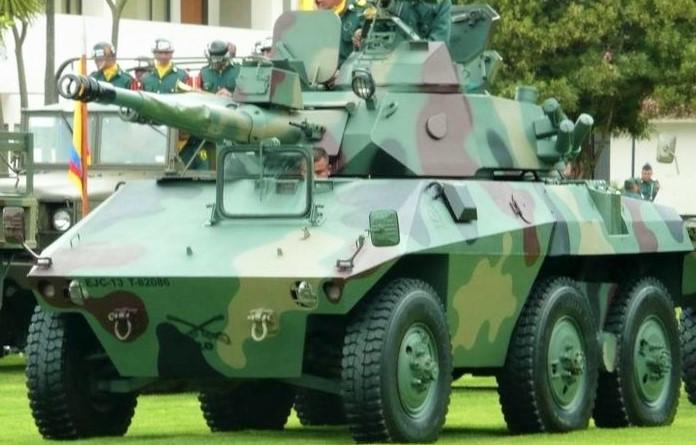
EE-9裝甲車

EE-9裝甲車（葡萄牙語：EE-9 Cascavel），1970年代巴西恩傑薩公司设计开发之六轮侦察火力支援裝轮装甲车。

## 發展研究
EE-9裝甲車以III型生產最多，裝備比利时授權生产的Mk.3 90mm低壓砲，以大幅度使用民用裝備為特徵，而其設備不少也與EE-11装甲运兵车共同通用。EE-9被大量主要出口往拉丁美洲、中东地区和非洲等第三世界国家。兩伊战争期間伊拉克及伊朗两國均有采购，伊拉克戰爭及海湾战争亦曾投入使用。此外，哥伦比亚政府軍亦用於對左派游击队哥伦比亚革命武装力量－人民军(FARC)掃蕩作戦中。

## 使用国家
- 巴西: 600

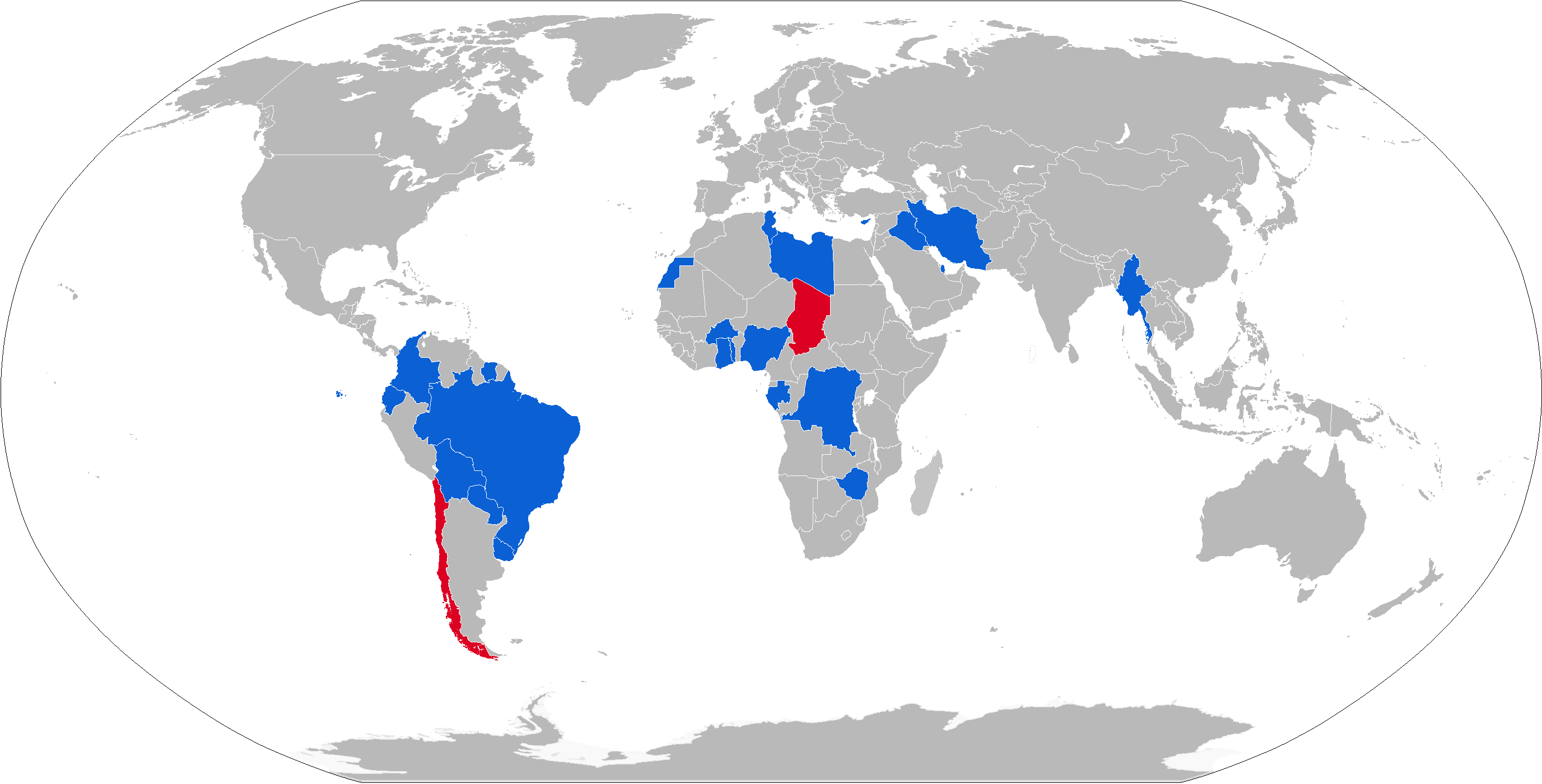
使用國家(紅色已退役)。

- 伊朗: 189 (两伊战争期間取得)
- 哥伦比亚: 180
- 賽普勒斯: 124
- 辛巴威: 90
- 智利: 80 (已退役)
- 利比亞: 70
- : 50
- 苏里南: 45
- 伊拉克: 35 (两伊战争期間喪失)
- : 30
- 巴拉圭: 28
- 玻利维亚: 24
- : 20
- 乌拉圭: 15
- : 6
- 布吉納法索: 2
- 緬甸: ? - 透過第三国国際市場購入。於掸邦地區集中裝備。

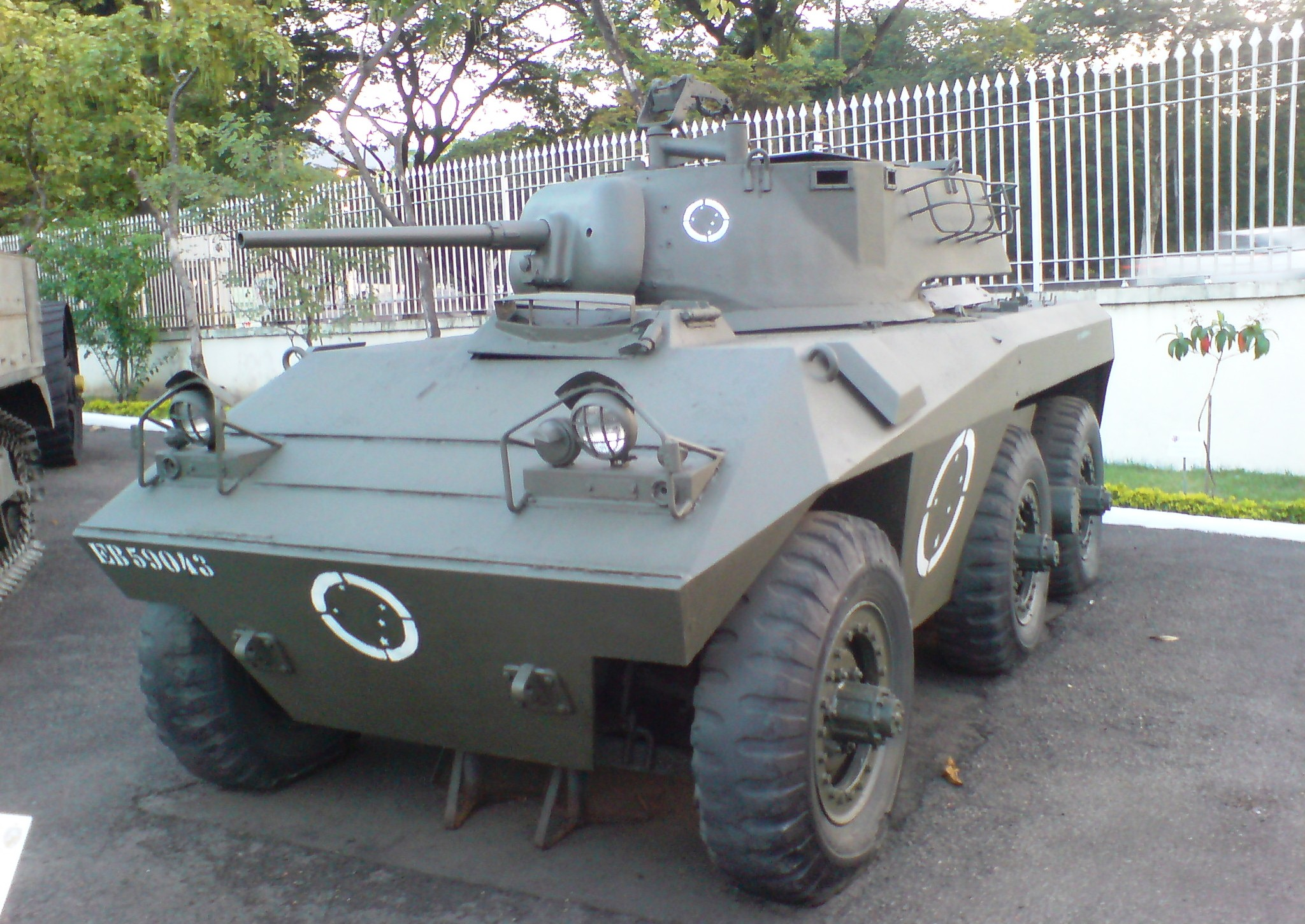
初期型。
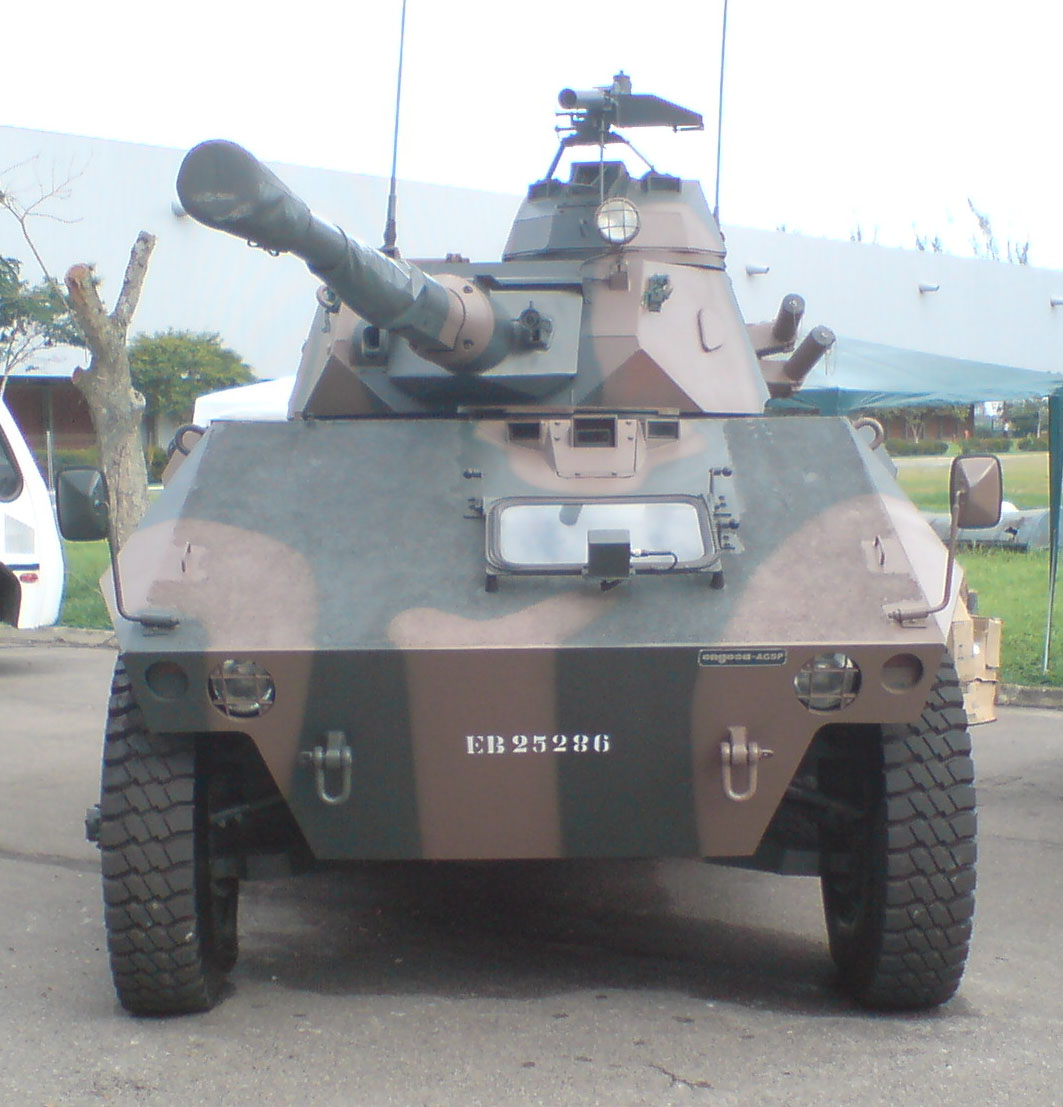
巴西军队裝備的IV型。
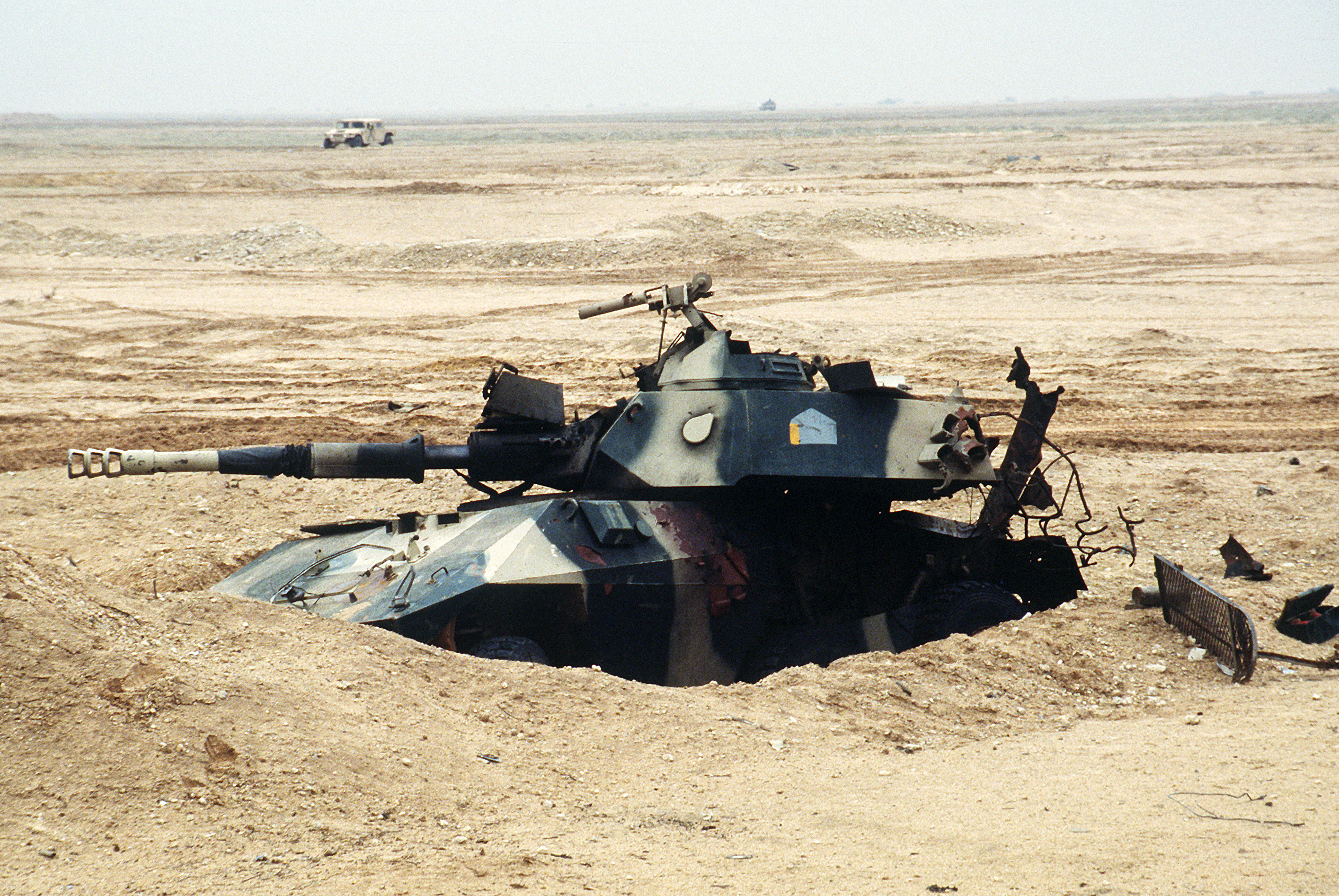
戰爭中损坏的伊拉克EE-9裝甲車。
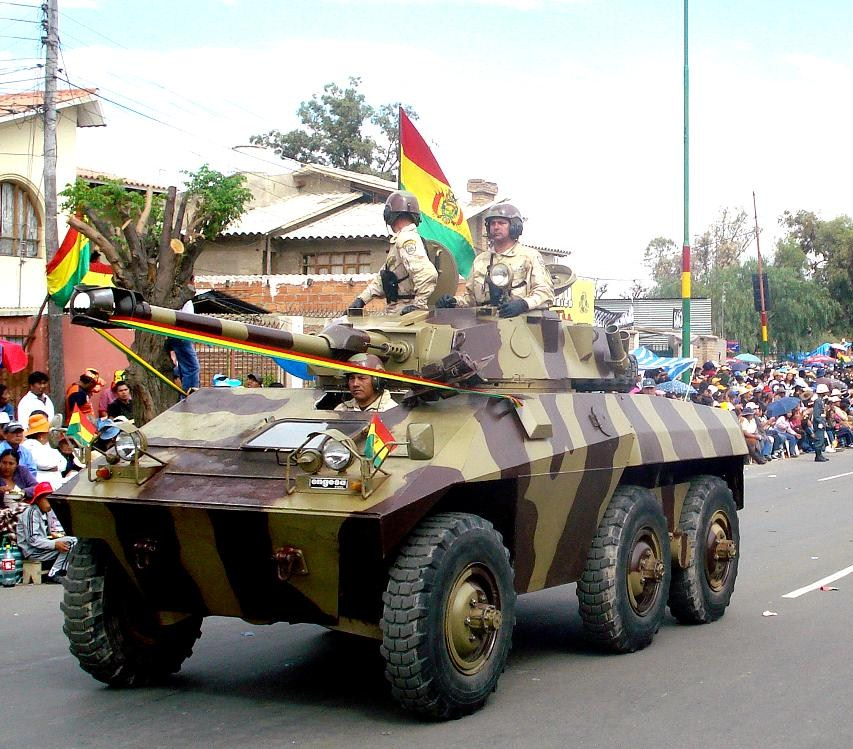
玻利维亚军队裝備的EE-9裝甲車。

## 关聯項目
- 装甲车

## 外部联結
- Military-today.com（页面存档备份，存于） (英语)
- ArmyRecognition.com (法语)